# Buda (rejon mołodecki)
Buda – dawny folwark. Tereny, na których był położony, leżą obecnie na Białorusi, w obwodzie mińskim, w rejonie mołodeckim, w sielsowiecie Markowo.

## Historia
W czasach zaborów w guberni wileńskiej Imperium Rosyjskiego.
W latach 1921–1939 folwark leżał w Polsce, w województwie wileńskim, w powiecie wołożyńskim, a od 1927 w powiecie mołodeckim, w gminie Połoczany.
W 1931 w 5 domach zamieszkiwały 33 osoby.
Wierni należeli do parafii rzymskokatolickiej i prawosławnej w Łosku. Miejscowość podlegała pod Sąd Grodzki w Mołodecznie i Okręgowy w Wilnie; właściwy urząd pocztowy mieścił się w Połoczanach.